# Басет-гаунд
Басет-гаунд (англ. Basset Hound) — порода псів (Canis familiaris), коротконогий гончак з видовженим тулубом і масивною статурою.

## Опис породи
Шкіра «сира», висить достатньо вільно, є помітний підвіс під горлом та під животом. На голові також висить вільно; коли собака нахиляє голову, шкіра виглядає зморшкуватою. Видно кон'юнктиву нижньої повіки ока, що створює враження «сумного погляду». Вуха довгі – заходять за кінець морди; посаджені низько, нижче за лінію очей; тонкі й еластичні – скочуються в трубочку. Губи брилисті.
Хвіст шаблеподібний, достатньо довгий, не обтинається. Передні ноги короткі, масивні, зморшкувата шкіра на нижній частині.
Шерсть коротка, гладка, жорстка.
Забарвлення: зазвичай трикольорове (чорно-біле з рум'янцем) або двоколірне – (чорно-біле; біло-руде), проте, як зазначається у стандарті, припустимо будь-яке властиве гончакам забарвлення.
Висота у холці: 33-38 см.

## Історія породи
Оскільки басет-гаунди мають видовжений тулуб та короткі ноги, як і даксгунди, достеменно прослідкувати їхнє походження складно, — наприклад, досліджуючи старовинні зображення приземкуватих гончаків, заводчики даксгундів стверджують, що йдеться саме про прототип їхньої породи, а не про басет-гаундів. Сер Еверетт Міллейс казав: «Як у Німеччині все, що має криві ноги, називається даксгундом, так у Франції всіх низьких собак називають басетами».
Басетоподібні гончаки походять із Франції. Французькою bas означає «низький». Проте власне порода басет-гаундів сучасного вигляду розвивалася у Великій Британії.  Історія британських басетів починається з пари собак, на ім'я Бассет і Белль, яких у 1866 році подарував лорду Голвею його друг, француз граф де Турнон. Оскільки спершу в Англії бракувало басетів для розведення, цих собак схрещували з біглями і бладгаундами. 1880 року порода басет-гаунд була офіційно визнана англійським клубом кінологів, а в 1884 році було сформовано британський клуб басет-гаундів.

## Басет-гаунд на полюванні
Басет-гаундів було виведено для полювання на дрібну дичину. Існує непідтверджена теорія, або радше казка, про те, що з високоногими мисливськими гончаками полювали знатні люди, в той час, як селянам дозволялося мати лише, так би мовити, «деформованих» собак (з викривленими лапами, низькорослих) для полювання на дрібних тварин.
В першу чергу, басет-гаундів використовували для полювання на зайців та кролів, а також на тетеруків і фазана, крім того, вони допомагали вполювати вивірку, опосума та ракуна. Призначення басета — йти за кров’яним слідом.

## Басет-гаунд вдома
Загалом для цієї породи характерна врівноважена вдача, проте басет-гаундам також властива деяка неслухняність. Вони дуже залежать від людини і тяжко переносять самотність, їх не варто надовго лишати на самоті.
Серед проблем, з якими може зіштовхнутися надто прискіпливий господар, — багато слини й специфічний запах собаки, властивий більшості мисливських порід.
Ризики, які супроводжують басет-гаунда — вразливість хребта, захворювання щитоподібної залози, глаукома та ожиріння.